# Cebreros
Cebreros ist ein Ort und eine aus mehreren Dörfern, Weilern (pedanías) und Einzelgehöften bestehende zentralspanische Gemeinde (municipio) mit 3.239 Einwohnern (Stand: 2024) in der Provinz Ávila in der Autonomen Region Kastilien-León.

## Lage
Der Ort Cebreros befindet sich am östlichen Ende der Sierra de Gredos gut 45 km südöstlich von Ávila bzw. gut 90 km westlich von Madrid in einer Höhe von ca. 765 m ü. d. M. Das Klima im Winter ist kühl, im Sommer dagegen durchaus warm; die geringen Niederschlagsmengen (ca. 385 mm/Jahr) fallen – mit Ausnahme der nahezu regenlosen Sommermonate – verteilt übers ganze Jahr.

## Bevölkerungsentwicklung
| Jahr      | 1857  | 1900  | 1950  | 2000  | 2016  |
| --------- | ----- | ----- | ----- | ----- | ----- |
| Einwohner | 3.266 | 4.046 | 4.353 | 3.260 | 3.188 |

Der Bevölkerungsrückgang seit den 1950er Jahren ist im Wesentlichen auf die Mechanisierung der Landwirtschaft und den damit einhergehenden Verlust an Arbeitsplätzen zurückzuführen.

## Wirtschaft
Das wirtschaftliche Leben von Cebreros ist in hohem Maße agrarisch orientiert – früher wurden Getreide, Weinreben etc. zur Selbstversorgung angepflanzt; Gemüse stammte aus den Hausgärten. Viehzucht (früher hauptsächlich Schafe und Ziegen, heute zumeist Rinder) und Forstwirtschaft (vor allem die Gewinnung von Holzkohle) wurde ebenfalls betrieben. Im Ort selbst haben sich Kleinhändler, Handwerker sowie Dienstleister aller Art angesiedelt. Im 19. Jahrhundert entstanden an den Bächen der Umgebung mehrere Papiermühlen. Seit den letzten Jahrzehnten des 20. Jahrhunderts spielen der Weinbau (der Ort und seine Umgebung verfügen über eine eigene Denominación de Origen) und der ländliche Tourismus (turismo rural) eine immer bedeutsamer werdenden Rolle für das Wirtschaftsleben der Gemeinde.
Seit 2002 betreibt die ESA bei Cebreros die Deep Space Antenna2 als Teil ihres globalen ESTRACK Satellitenkommunikationsnetzwerkes. Zuvor befand sich an diesem Standort eine 26-Meter-Antenne des Deep Space Networks.

## Geschichte
Seit etwa 700 v. Chr. war die Region von den keltischen Vettonen besiedelt. Römische und westgotische Zeugnisse fehlen. Im 8. Jahrhundert überrannten die Mauren die Region; von Ortsgründungen ist jedoch nichts bekannt. Im 11. Jahrhundert wurde die Gegend von den Christen zurückerobert (reconquista) und wiederbesiedelt (repoblación).

## Sehenswürdigkeiten

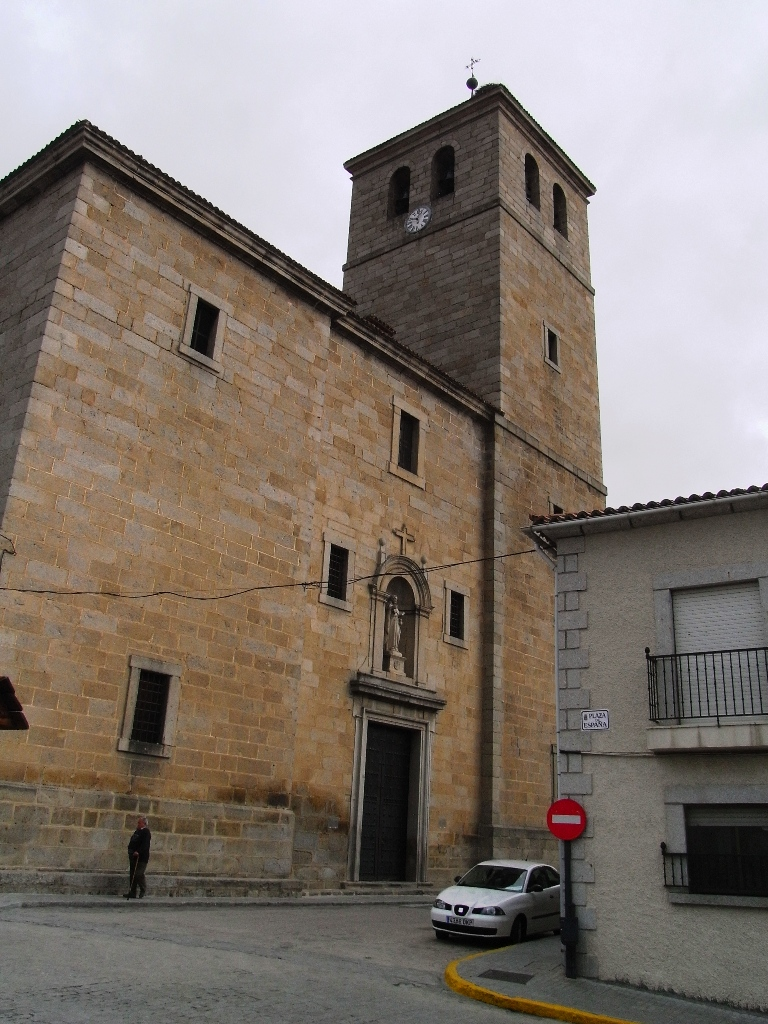
Iglesia de Santiago Apóstol

- Der Ort verfügt über drei Plätze und mehrere alte Häuser.[6]
- Die im 16. Jahrhundert im strengen Herrera-Stil erbaute Iglesia de Santiago Apóstol ist das architektonisch bedeutsamste Bauwerk des Ortes. Die Kreuzgratgewölbe der drei Kirchenschiffe sind gleich hoch („Hallenkirche“) und ruhen auf gemauerten Säulen. Das Joch vor der Mittelapsis ist überkuppelt; an den Säulen davor befinden sich zwei Kanzeln mit unterschiedlichen Baldachinen. Drei einheitlich gestaltete Altarretabel aus der Bauzeit bilden einen eindrucksvollen und harmonischen Abschluss.[7]
- Die Ruine der im 14./15. Jahrhundert entstandenen Iglesia Vieja beeindruckt durch ihr erhaltenes Kielbogenportal mit vier Archivoltenbögen.[8]
- Das Museo Adolfo Suárez y la Transición wurde Ende des 20. Jahrhunderts in die Kirchenruine integriert und befasst sich mit den Lebensumständen der Landbevölkerung früherer Zeiten.[9]
- Eine Gerichtssäule (picota oder rollo) steht auf einem am Ortsrand gelegenen Felsen. Sie stammt aus dem 16. Jahrhundert und erinnert an die unabhängige Gerichtsbarkeit der Gemeinde.[10]

Umgebung
- Die Geschichte der ca. 2 km südlich des Ortes gelegenen Ermita de Valsordo reicht bis ins Mittelalter zurück, doch stammt der heutige Bau erst aus dem 18./19. Jahrhundert.[11]
- Auf dem Gemeindegebiet stehen zwei kleine mittelalterliche Brücken.[12]

## Feste
Der Karneval von Cebreros hat überregionale Bedeutung erlangt.

## Persönlichkeiten
Der Schriftsteller und Nobelpreisträger Camilo José Cela (1916–2002) lebte in den Jahren 1947 bis 1950 in Cebreros.
Der erste demokratisch gewählte Ministerpräsident Spaniens Adolfo Suárez (1932–2014) wurde in Cebreros geboren und verlebte dort seine Kindheit.